# Perkam
Perkam település Németországban, azon belül Bajorországban. Lakosainak száma 1624 fő (2023. december 31.).

## Népesség
A település népessége az elmúlt években az alábbi módon változott:
| Lakosok száma | 967  | 1196 | 1044 | 1614 | 1525 | 1513 | 1528 | 1514 | 1587 | 1624 |
|               | 1875 | 1950 | 1975 | 2010 | 2012 | 2013 | 2015 | 2017 | 2021 | 2023 |